# Imperative Reaction
Gli Imperative Reaction sono una band statunitense di genere Electro-industrial, attiva nella scena gothic dal 1996.

## Storia
Gli Imperative Reaction nasce nel 1996 per mano del cantante Ted Phelps e di David Andrecht, due ex membri della band D.N.A..
Dopo tre anni passati alla ricerca di un proprio stile tecnico che si addicesse ai gusti dei membri della band, nel 1999 pubblicano il loro primo album intitolato "Eulogy For The Sick Child"; il lavoro riscosse un buon successo negli Stati Uniti e qualche mese dopo venne distribuito anche in Europa grazie alla casa discografica Zoth Ommog Records.
Lo stesso anno la Pendragon, label che pubblicò il loro primo album, venne acquistata dalla Metropolis Records.
Nel 2000 la band si allargò a quattro elementi, benché i due nuovi arrivi collaborarono solamente per i concerti live, performance nelle quali gli Imperative Reaction impararono ad esprimersi al meglio.
Nel 2002 pubblicarono Ruined, il quale contribuì molto alla crescita mediatica della band, e nel 2004 arrivò l'album Redemption, che segnò lo spostamento dello stile della band verso un'impronta maggiormente aggressiva, e portò gli Imperative Reaction ad effettuare numerosi tour anche come gruppo spalla dei VNV Nation.
Dal 2000 in poi gli Imperative Reaction hanno composto remix per molti artisti della scena EBM come Assemblage 23, XP8, God Module e Combichrist.

## Stile e influenze
Mentre il primo album presenta un'impronta maggiormente Harsh EBM, dalla loro seconda fatica gli Imperative Reaction hanno delineato un loro stile, utilizzato in buona parte dei brani, caratterizzato da ritmiche dance a 4/4, da linee di basso synth corpose e allo stesso tempo melodiche che possono ricordare quelle dell'Electro house, da lead di tastiera graffianti e dalla voce rock di Phelps.
Stile spesso accostato al Futurepop, è anche stato descritto come "un Industrial metal reinterpretato da un purista dell'electro".

## Formazione attuale
- Ted Phelps - voce
- Clint Carney - tastiere
- Trevor Friedrich - batteria
- Adam Vex - tastiere/chitarra

## Discografia
| Anno | Album                     | Etichetta          |
| ---- | ------------------------- | ------------------ |
| 1999 | Eulogy For the Sick Child | Pendragon          |
| 2002 | Ruined                    | Metropolis Records |
| 2004 | Redemption                | Metropolis Records |
| 2006 | As we fall                | Metropolis Records |
| 2008 | Minus all                 | Metropolis Records |
| 2011 | Imperative reaction       | Metropolis Records |